# 権藤恒夫
権藤 恒夫（ごんどう つねお、1930年〈昭和5年〉3月23日 - 2001年〈平成13年〉5月29日）は、日本の政治家。
福岡県議会議員（2期）、衆議院議員（7期）、公明党国会対策委員長などを歴任した。

## 経歴
福岡県出身。専売公社で働きながら、1957年に夜学を卒業。1955年に創価学会に入会し、九州青年部長を経験。1963年より福岡市議会議員、1967年より福岡県議会議員（2期）を務め、1976年の第34回衆議院議員総選挙で公明党から初当選。
1985年、公明党国会対策委員長の大久保直彦の公明党副書記長就任にともない、後任の公明党国会対策委員長に就任する。
1986年12月、竹入義勝が公明党委員長を退任することにともない、公明党国会対策委員長を退任する。
1989年5月、明電工事件により矢野絢也が公明党委員長を退任することにともない、後任の公明党委員長に就任した石田幸四郎の下で公明党副書記長に就任する。
1992年、公明党副委員長に就任する。
1993年8月9日、細川内閣が発足し、公明党は与党入りする。公明党委員長の石田幸四郎の入閣により、公明党書記長の市川雄一を中心に、近江巳記夫、黒柳明、公明党副委員長の大久保直彦らとともに公明党を支える。
1994年12月5日、公明新党の結成に参加する。1994年12月10日、公明新党の新進党に合流にともない、新進党に参加する。
1997年12月31日、新進党が解散する。1998年1月6日、自由党に参加（元新進党の旧公明党系代議士からは、二見伸明、東祥三、西博義、久保哲司、谷口隆義、佐藤茂樹、石垣一夫が参加）。
同年11月7日、公明党が再結成される。しかし、元公明党委員長の竹入義勝の側近であった権藤は、竹入バッシングに抗議し、公明党再結成には参加しなかった（西・久保・谷口・佐藤・石垣が参加）。
2000年、政界を引退する。
2001年5月29日、肝不全のため死去。享年71。

## 役職歴
- 公明党国会対策委員長
- 公明党副書記長
- 公明党副委員長